# ISACA
 (décembre 2020).
L'ISACA est une association professionnelle internationale dont l'objectif est d'améliorer la gouvernance des systèmes d'information, notamment par l'amélioration des méthodes d'audit informatique. Elle est aussi l'organisme promoteur des référentiels de meilleures pratiques COBIT concernant les volets audit et gouvernance ainsi que Val IT en ce qui concerne les aspects de l'alignement stratégique et de la création de valeur. Auparavant connue sous le nom de l'Information Systems Audit and Control Association, seulement l'acronyme est désormais utilisé afin de refléter le large éventail de professionnels de la gouvernance que celle-ci représente,.
Plusieurs sections dans le monde représentent l'ISACA et offrent des informations en français, dont l'Association française de l'audit et du conseil informatiques (AFAI) en France ainsi que l'ISACA Montréal et l'ISACA Québec.

## Fondation
L'ISACA a été fondée aux États-Unis en 1967, par un groupe d'experts travaillant comme auditeurs des contrôles des systèmes informatiques, contrôles qui devenaient de plus en plus critiques pour les opérations de leurs entreprises. Ces fondateurs avaient reconnu la nécessité d'une source centralisée d'information et d'orientation dans le domaine des contrôles des systèmes informatiques. En 1969, Stuart Tyrnauer, employé par la société Douglas Aircraft Cy, créa de l'« EDP Auditors Association », dont il fut le président fondateur pendant trois ans. En 1976, l'association se constitua en fondation éducative pour entreprendre des recherches à grande échelle pour améliorer la valeur ajoutée et les connaissances sur la gouvernance informatique et le contrôle interne informatique.

## Situation actuelle
L’ISACA sert actuellement plus de 140 000 constituants (membres et professionnels titulaires de certifications de l’ISACA) dans plus de 180 pays. Les emplois des membres sont très variés : vérificateurs, consultants, éducateurs, experts en sécurité, experts d’une autorité régulatrice, directeurs de l'informatique, auditeurs internes... Ils travaillent dans pratiquement tous les secteurs de l’économie. L’ISACA a fédéré un réseau de 220 chapitres ISACA, établis dans plus de 180 pays. Les chapitres s’occupent de formation, de partage des connaissances et ressources, de représentation et lobbying, de réseautage et d'autres services aux membres, à la profession et aux entreprises.

### AFAI (Association Française de l'Audit et du conseil Informatique)
Le chapitre français de l'ISACA, appelée ISACA-AFAI est présidée par Vincent Manière, ancien trésorier de l'association. Il succède à Pascal Antonini, qui continue de servir l'association en tant que vice-président.

## Principales publications
- Normes, conseils et procédures pour l’audit des systèmes d'information (Standards, Guidelines and Procedures for information system auditing) [5],[6],[7],[8], normes codéveloppées avec la fédération internationale des comptables/International Federation of Accountants
- CobiT (traduit en français), Guide d'audit des Systèmes d'information (COBIT V4)[9]
- (publication en anglais) The Val IT Framework 2.0[10],[11]
- (en) Risk IT
- (en) Information System Control Journal

## Certifications professionnelles délivrées par l'organisation
- Certified Information Systems Auditor (CISA): la première certification créée par l'ISACA, et la certification de l'ISACA ayant le plus de titulaires aux États-Unis et dans le reste du monde.
- Certified Information Security Manager (CISM)
- Certified in the Governance of Enterprise IT (CGEIT) créée en 2008, certification en gouvernance des technologies de l’information des entreprises
- Certified in Risk and Information Systems Control (CRISC) créé en 2010, certification en risque et contrôle des systèmes d'information